# Heilige Geestkerk (München)
De rooms-katholieke Heilige Geestkerk (Duits: Heilig-Geist-Kirche) behoort tot de oudste kerken van München.

## Geschiedenis

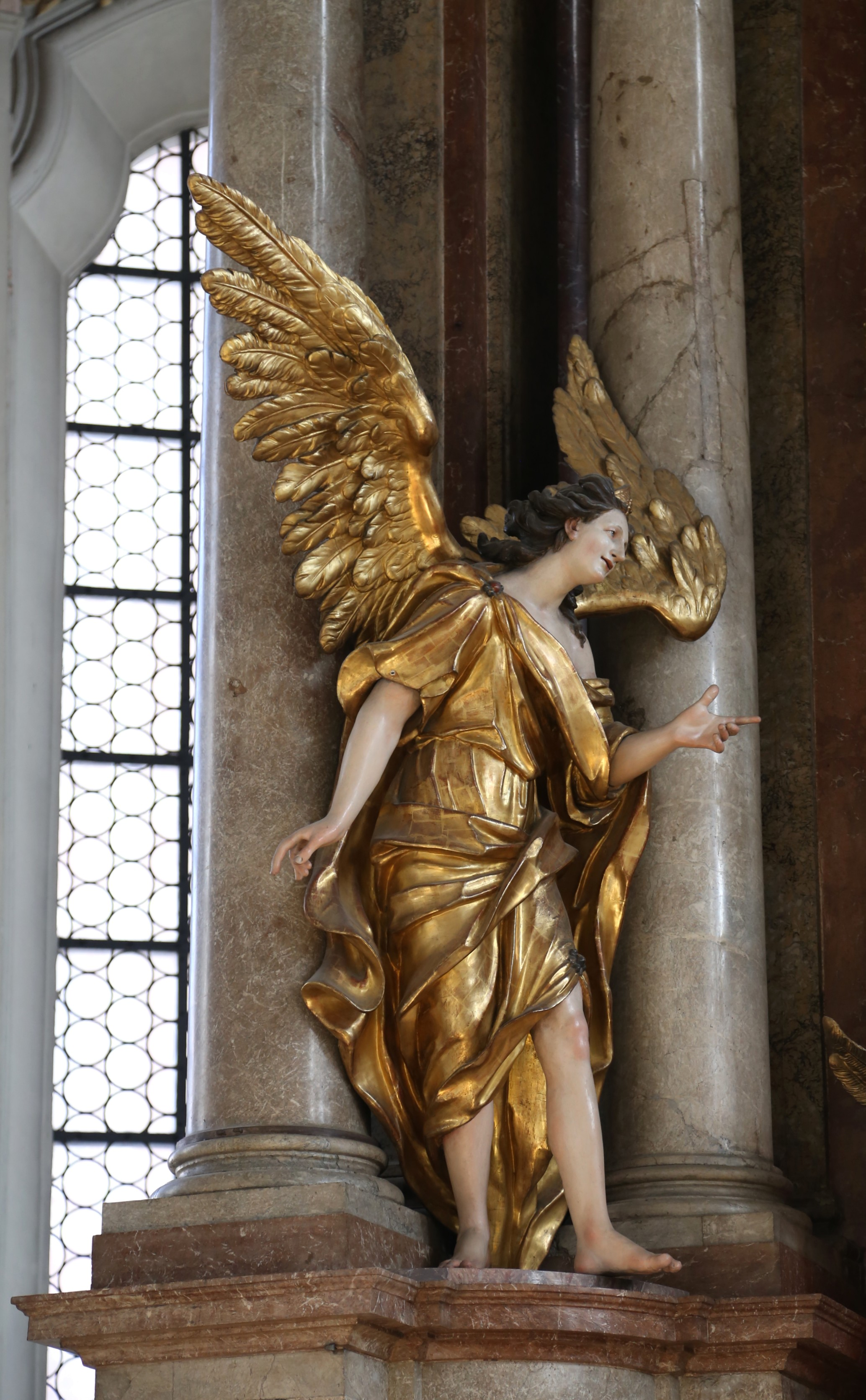
Engel (onderdeel hoogaltaar)

Oorspronkelijk betreft de Heilige Geestkerk een huiskapel van een hospitaal dat in het begin van de 13e eeuw voor de oude stadsmuur van München werd gebouwd, mogelijk in opdracht van hertog Lodewijk I. De kapel werd gewijd aan heilige Catharina, maar vanaf de vergroting van de kapel rond het jaar 1250 droeg het godshuis waarschijnlijk al het
patrocinium van de Heilige Geest. In een document uit 1250 van paus Innocentius wordt de kerk als ecclesia sancti spiritus de Monacho omschreven. In het jaar 1271 kreeg de kerk de status van parochiekerk, de derde van München. Bij de stadsbrand van 1327 werd het hospitaal samen met de Catharinakerk vernietigd. Gedurende de 14e eeuw werd de kerk als een gotische, typisch Beierse, hallenkerk met een kooromgang en 9/16-koorafsluiting herbouwd.
In de jaren 1724-1730 werd de kerk door de gebroeders Asam en Johann Georg Ettenhofer in barokke stijl verbouwd. De huidige kerktoren dateert uit het jaar 1729. In de 19e eeuw werd het hospitaal geseculariseerd en vervolgens afgebroken om plaats te creëren voor de Viktualienmarkt. De kerk werd daarna met drie traveeën vergroot waarvan zowel het exterieur als het interieur aan de barokke bouw werden aangepast. Eveneens werden de sacristie vergroot en de doopkapel aangebouwd.

## Verwoesting en herstel
De Heilige Geestkerk werd in de jaren 1944-1945 door bombardementen tot op de buitenmuren vernietigd. De moeizame wederopbouw begon in 1946 en is tot heden nog niet afgesloten. Het hoogaltaar werd in 1955 opnieuw ingewijd. Het herstel van de toren met de barokke bekroning vond in 1957-1958 plaats. Sinds 1973 werden de fresco's van de gebroeders Asam, het hoogaltaar, het stucwerk en het gehele interieur, met gebruik van originele delen die konden worden gered, gereconstrueerd.

## Belangrijke kunstwerken
- Het schilderij van het hoogaltaar: De uitstorting van de Heilige Geest (Ulrich Loth, 1649)
- De engelen van het hoogaltaar (Johann Georg Greiff, omstreeks 1730)
- Het plafondfresco in het koor: de zeven werken van de Heilige Geest (Gebroeders Asam)
- Het plafondfresco in het kerkschip: De geschiedenis van de stichting van het Heilige Geest-hospitaal (Gebroeders Asam)
- Het Maria-altaar: het genadebeeld van de zogenaamde Hamerthaler Muttergottes uit het klooster Tegernsee (omstreeks 1450)
- Het bronzen grafmonument van hertog Ferdinand van Beieren (Hans Krumpper, 1608).

## Orgel
Het orgel werd door de Duitse orgelbouwfirma Eisenbarth uit Passau gebouwd en vervoegt over 27 registers verdeeld over twee manualen en pedaal. Oorspronkelijk betreft het een huisorgel dat in een romeinse villa zou worden opgesteld. Het orgel is dan ook qua dispositie niet geheel passend voor de kerk. Het orgel uit 1921 had 79 registers verdeeld over 4 manualen en pedaal.

## Klokken
De slanke toren van de kerk herbergt vier klokken. De grootste klok is de oudste en heeft een afbeelding van de Heilige Geest. In 2012 werd op pinksterzondag 27 mei een vierde klok opgehangen.
| Nr. | Naam         | Gietjaar | Gieter                                | Gewicht (kg, ca.) | Slagtoon |
| --- | ------------ | -------- | ------------------------------------- | ----------------- | -------- |
| 1   | Heiliggeist  | 1860     | Ignaz Bauer, München                  | 800               | f1       |
| 2   | Muttergottes | 1950     | Karl Czudnochowsky, Erding            | 650               | g1       |
| 3   | St. Josef    | 193?     | Gebr. Ulrich, Kempten                 | 450               | a1       |
| 4   | Brezenreiter | 2012     | Klokkengieterij Rudolf Perner, Passau | 300               | c2       |

## Afbeeldingen

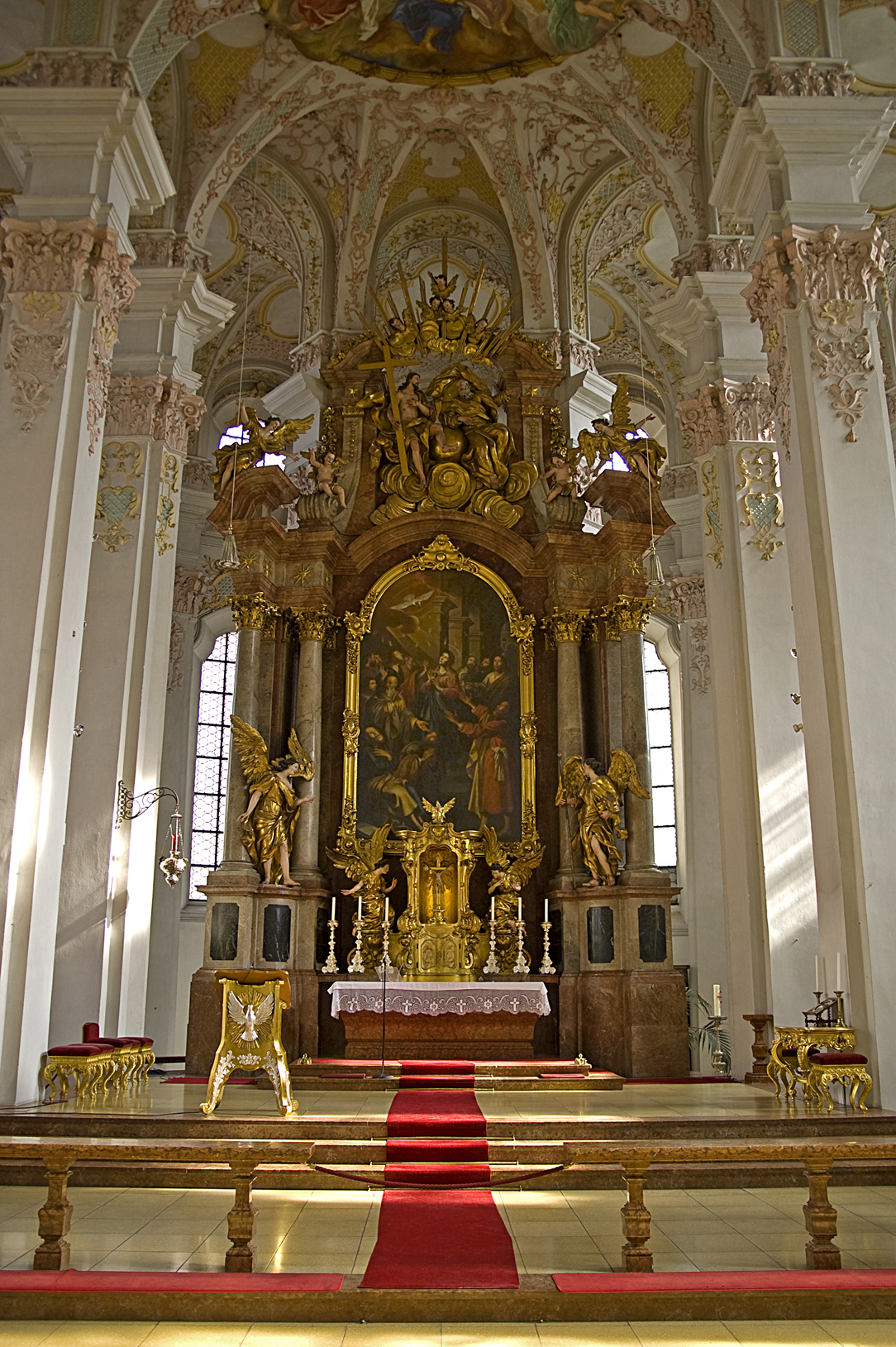
Hoofdaltaar
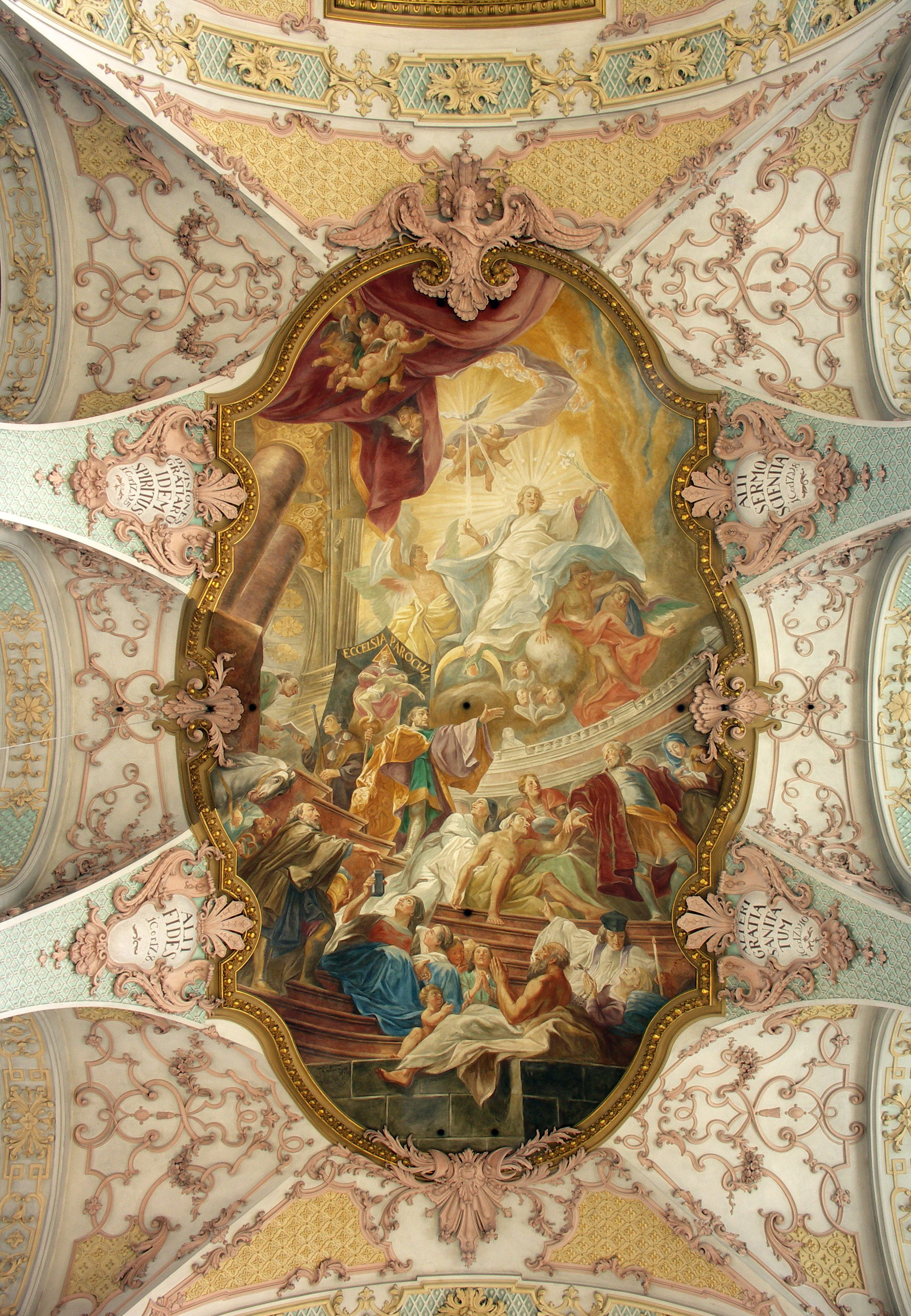
Plafondfresco kerkschip
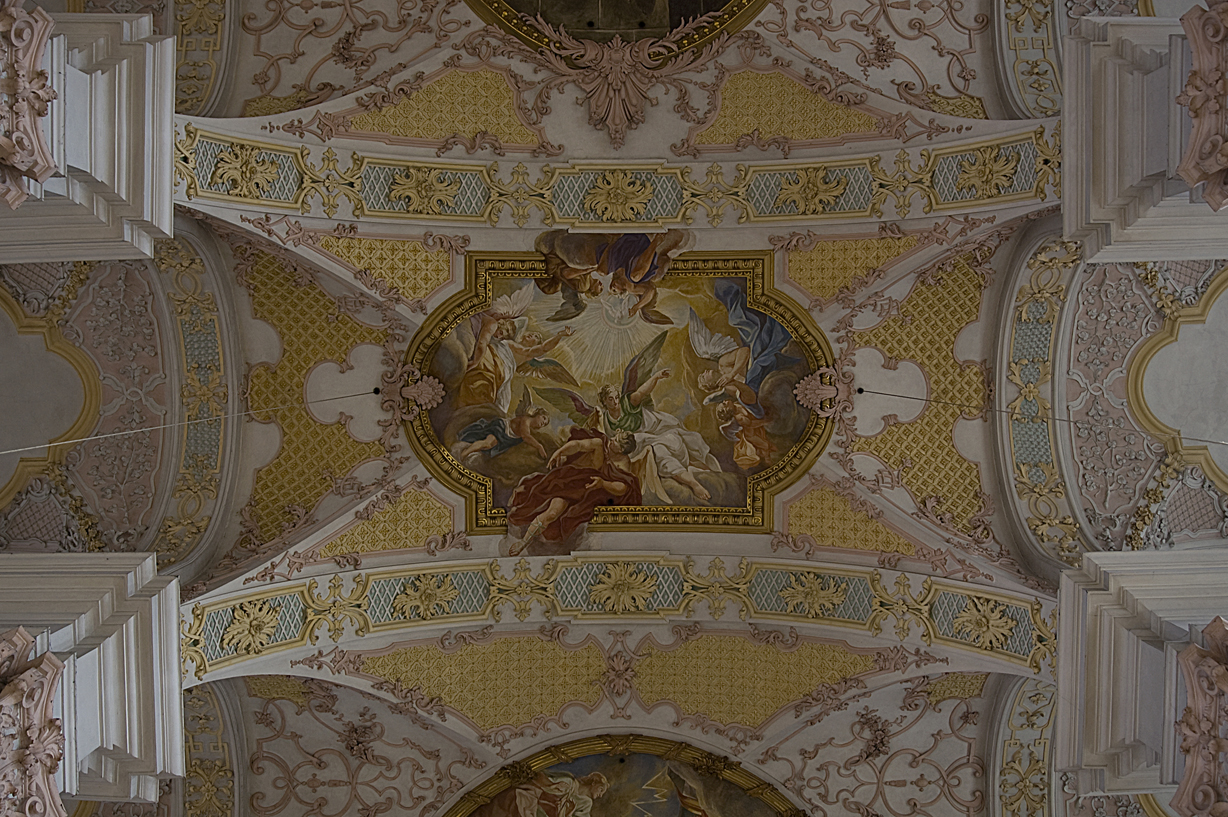
Plafondfresco kerkschip
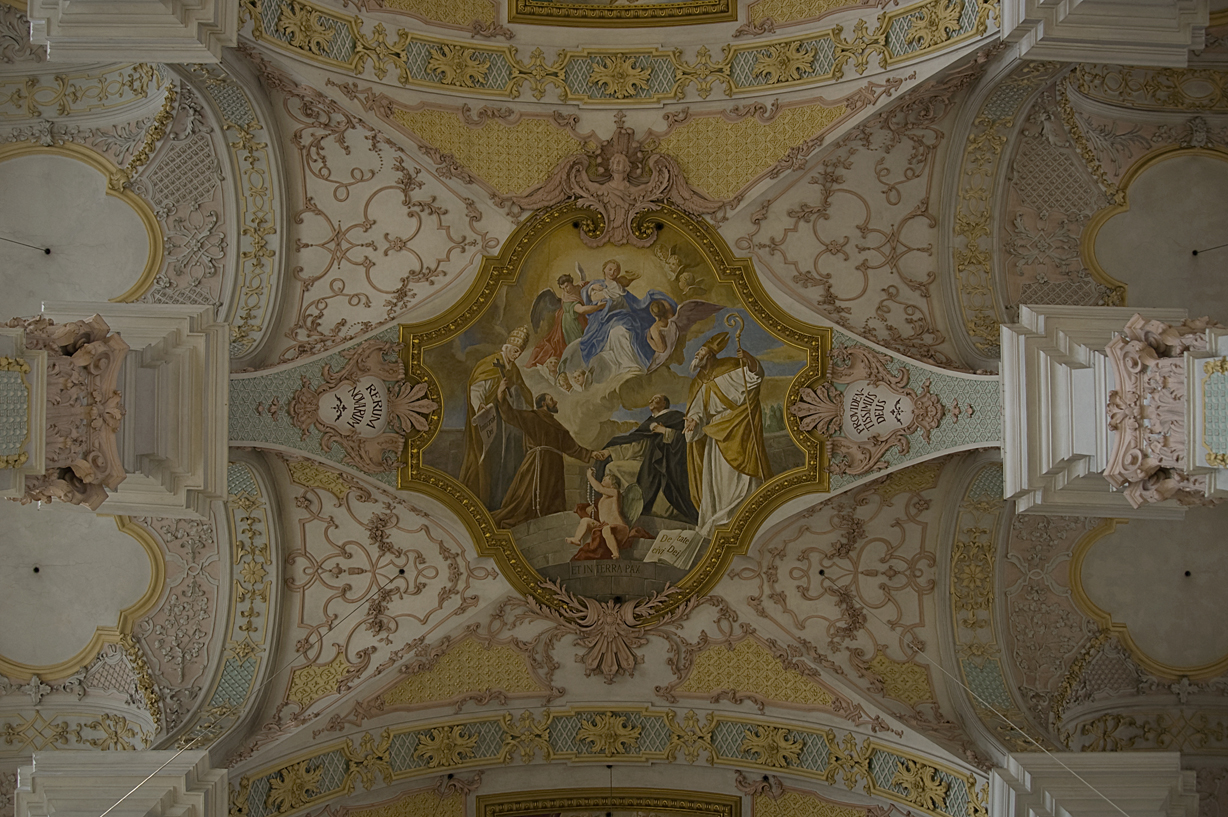
Plafondfresco kerkschip
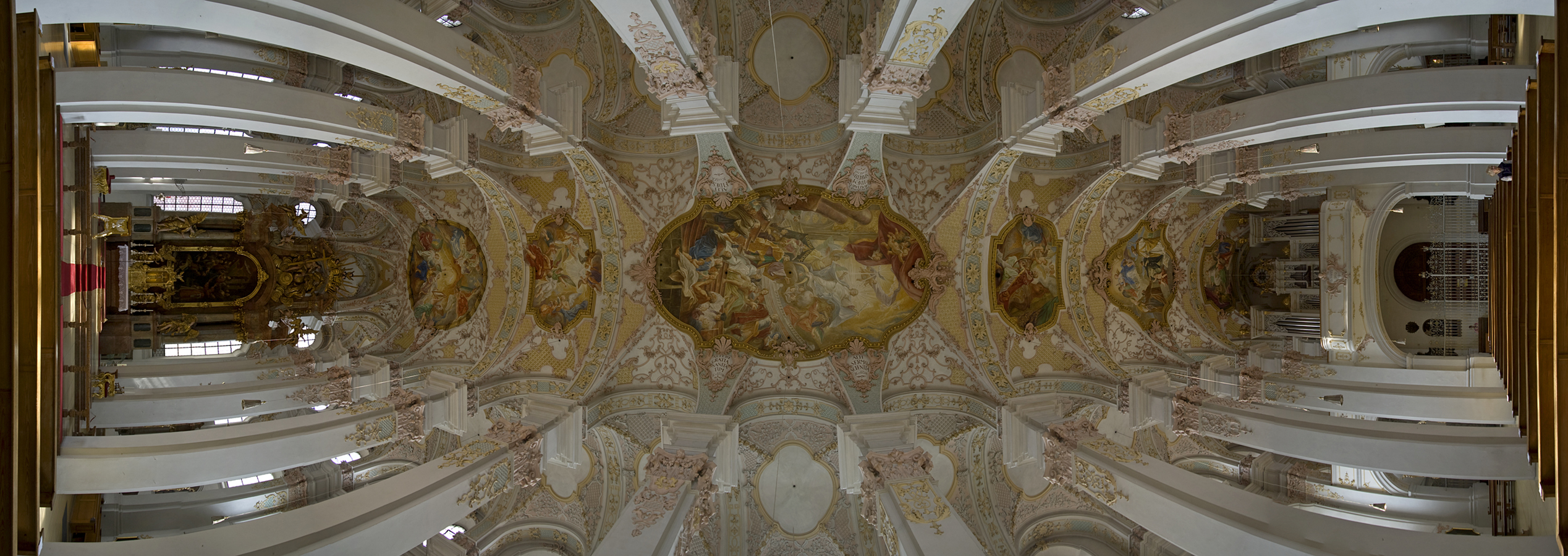
Overzicht